# Феномен (фільм, 1996)
«Феномен» (англ. Phenomenon) — американський фантастичний мелодраматичний фільм 1996 р. режисера Джона Тертелтауба та сценариста Джеральда Ді Пего. Головні ролі виконали Джон Траволта, Кіра Седжвік, Форест Вітакер і Роберт Дюваль. Оригінальна музика написана Томасом Ньюманом. Фільм знятий в Аубурні, Девісі, Сакраменто, Санта-Розі в Північній Каліфорнії.
За сюжетом люб'язний містечковий обиватель нез'ясовно як перетворюється на генія з телекінетичними здібностями. 

## Сюжет
Джордж Маллі — люб'язний автомеханік, який живе в невеликому доброзичливому місті в північній Каліфорнії. На вечірці в місцевому барі під час його 37-го дня народження, стоячи на вулиці, він бачить групу яскравих білих вогнів в небі, які в підсумку спричиняють гучний звук, що збиває його з ніг. Коли він знову потрапляє в бар, то дізнається, що ніхто не почув цей звук і не бачив світло. Його друзі жартома припускають, що він занадто багато випив.
Протягом наступних днів Маллі починає відчувати себе генієм, легко поглинає величезну кількість інформації, розробляє нові революційні ідеї та навіть проявляє здібності телекінезу. Він не може спати і в основному сидить всю ніч, читаючи 2 або 3 книги за один день про те, що він завжди хотів дізнатися.
Джордж намагається використати свій посилений інтелект на благо спільноти. По-перше, місцеві люди заінтриговані і здивовані новими можливостями Джорджа, але оскільки вони збільшуються, члени громади поступово стали боятися його, за єдиним винятком Лейк Пеннамін, місцевого лікаря Дока Брандера і найкращого друга Нейта Поупа. Ситуація стає ще складнішою, коли ФБР заарештовують його та його друга за декодування надсекретної азбуки Морзе, сигналу, який він почув із короткохвильового радіо Нейта.
Під час участі в міському ярмарку Джордж хоче опублікувати свої революційні висновки спільноті з надіями, щоб зробити життя людей кращим. Та замість цього городяни більше зацікавлені в тому, щоб він показав телекінез. Маллі непритомніє та отямлюється в лікарні, де лікар Брандер пояснює те, що було причиною зміни інтелекту. Насправді Джордж має пухлину, яка стимулює мозок, але при цьому руйнує його.
Після повернення додому Джордж віддає Нейтові свої записи. Він робить все, щоб висловити останню волю невиліковно хворої людини, та помирає, залишивши свої ідеї як спадок.

## Ролі
- Джон Траволта — Джордж Маллі
- Кіра Седжвік — Лейс Пеннамін
- Форест Вітакер — Нейт Поуп
- Роберт Дюваль — Док Брандер
- Джеффрі ДеМанн — професор Джон Рінголд
- Річард Кілі — доктор Веллін, фахівець з мозку
- Брент Спайнер — доктор Боб Нідорф
- Джеймс Кін — Піт

## Критика
Фільм отримав змішані відгуки від критиків, рейтинг 49 % свіжості на Rotten Tomatoes на основі 37 відгуків. 
Фільм був касово успішним, заробивши більше $16 млн під час першого вікенду, дебютувавши на третій позиції, а потім піднявшись на другу. Зібрав $104 636 382 в США і приблизно $152 млн загалом.